# Société athlétique montmartroise
 (août 2012).
La Société athlétique montmartroise, plus couramment appelée la S.A.M - est un club spécialisé en haltérophilie, et dans les sports de force comme le Kettlebell ou encore la force athlétique. Disposant de nombreux équipements sportifs la S.A.M accueille également les adeptes du culturisme et de la musculation, ainsi que des personnes en rééducation ou des personnes souhaitant une remise en forme.

## Histoire
Fondée en 1898 par Eugène Robert, la société est une association loi de 1901, à but non lucratif. Elle dispose de ses propres équipements au sein du centre sportif Bertrand Dauvin de la Porte de Clignancourt (18e arrondissement de Paris).

## Activités proposées
Une part de l'activité de la société est dédiée aux compétitions d'haltérophilie et de force athlétique. Elle est affiliée à la Fédération française d'haltérophilie - musculation (FFHM) ainsi que la Fédération française de force (FFForce) et dispose d'entraineurs diplômés. Des créneaux horaires très larges permettent une grande liberté pour les membres de la S.A.M.

## Les athlètes célèbres
René Duverger champion olympique en 1932 fut un de ses membres les plus illustres tout comme Charles Rigoulot ou encore Ernest Cadine.
Jacques Bretagne (né en 1928) est l'un des membres de la S.A.M. Il est Champion du monde d’haltérophilie vétéran.